# 宮崎萬純
宮崎 萬純（みやざき ますみ、1968年〈昭和43年〉1月26日 - ）は、日本のタレント、元女優・ヒプノセラピストである。旧名・別名：宮崎ますみ。
愛知県名古屋市出身。椙山女学園中学校・高等学校、三浦高等学校を経て、堀越高等学校卒業。

## 来歴
1983年（昭和58年）、映画『アイコ十六歳』への出演で芸能界デビューし、アミューズに所属。
1985年（昭和60年）度の『クラリオンガール』にも選出され、EPIC・ソニーから、シングル「危ないよSister」で歌手デビューも果たした。
1994年（平成6年）の結婚後には渡米、育児などのために芸能活動を休止していたが、2005年（平成17年）より活動を再開している。

## 人物
1994年（平成6年）、カメラマンの男性と結婚し、アメリカで主婦として生活する傍ら講演活動も行っていた。1995年（平成7年）に長男、1997年（平成9年）に次男を出産。現在は2児の母である。
芸能活動を再開した2005年（平成17年）の11月に乳癌であることを告白した。また発病をきっかけに、ヨガ、半身浴、気功、玄米菜食など健康を気遣った生活を送っている。
2007年（平成19年）11月に離婚。
2009年（平成21年）3月、株式会社ヒプノウーマンを設立し、代表取締役に就任。ヒプノセラピストでもある。
2019年末に長野県八ヶ岳に移住し、2025年6月現在も在住。
2025年現在、女優業は行なっておらず芸能活動は世田谷健康食品の青汁のCM出演のみ。元々芸能活動の仕事が合わず仕事をやればやるだけ自身が枯れ果てていくと感じ「自分には芸能の仕事が合わないんだ」とインタビューで答えている。

## 出演

### 映画
- アイコ十六歳（1983年）
- ビー・バップ・ハイスクール （1985年） - 三原山順子 役
- ビー・バップ・ハイスクール 高校与太郎哀歌 （1986年） - 三原山順子 役
- ビー・バップ・ハイスクール 高校与太郎行進曲 （1987年） - 三原山順子 役
- ビー・バップ・ハイスクール 高校与太郎狂騒曲 （1987年） - 三原山順子 役
- ビー・バップ・ハイスクール 高校与太郎音頭 （1988年） - 三原山順子 役
- ビー・バップ・ハイスクール 高校与太郎完結篇 （1988年） - 三原山順子 役
- 冬物語（1989年） - 倉橋奈緒子 役
- ザジ ZAZIE（1989年） - 恭子 役
- ふうせん（1990年）
- 遺産相続（1990年）
- 夢二（1991年） - 恋人・彦乃 役
- 国会へ行こう!（1993年） - 槙原陽子役
- XX ダブルエックス 美しき凶器（1993年） - 主演
- 新極道の妻たち 惚れたら地獄（1994年）
- 屋根裏の散歩者（1994年）- 秋月煕子 役
- 写楽（1995年）
- Strange Circus 奇妙なサーカス（2005年）

### テレビドラマ
- 痛快!OL通り（1986年、TBS）
- 早春物語〜私、大人になります〜（1986年、TBS）
- セーラー服三銃士（1986年、フジテレビ）
- 連続テレビ小説（NHK総合）
  - チョッちゃん（1987年）- 田所邦子
- 大河ドラマ（NHK総合）
  - 武田信玄（1988年） - らん
  - 太平記（1991年） - 勾当内侍
- ときめきざかり（1988年、フジテレビ）
- 花の降る午後（1989年4-5月、NHK総合）
- ホテル物語・夏!（1989年7-9月、TBS）
- 日本一のカッ飛び男（1990年、フジテレビ）
- 武田信玄（1991年、TBS） - 珠々姫
- 大逃走!!（1991年、TBS）
- ずっとあなたが好きだった（1992年、TBS）
- 腕におぼえあり（1992年、NHK総合） - とよ
- 新幹線物語'93夏（1993年、TBS）- 幸田明子
- 火曜サスペンス劇場 未成年 盛り場の行きずり殺人事件（1993年2月、日本テレビ）
- 乾いて候 母は生きていた!?その背後に潜む陰謀を田村三兄弟が斬る!!（1993年4月、フジテレビ）
- 土曜ワイド劇場「消えた身代金」（1994年9月、テレビ朝日）
- スチュワーデスの恋人（1994年、TBS）
- 怨み屋本舗（2006年、テレビ東京、ゲスト出演） - 内藤喜世子
- 鉄板少女アカネ!!（2006年、TBS、ゲスト出演）

### 情報・バラエティ番組
- 連想ゲーム（NHK総合）
- 金曜かきこみTV（2005年10月14日ゲスト、NHK教育）
- 生活ほっとモーニング（2008年6月4日「知っていますか?あなたの町のがん対策」ゲスト、NHK総合）
- 独占!金曜日の告白（2008年2月29日OA分ゲスト、フジテレビ）
- ろーかる直送便 静岡流 （2011年5月19日「一人ひとりの痛みに向きあう～がん医療は今～」ゲスト、NHK静岡）

### ドキュメンタリー
- 宮崎ますみハンガリー紀行（BSジャパン、2007年9月）

### ラジオ
- ラジオ時事対談（ラジオ日本、2012年1月 - ）
- MBSヤングタウン土曜日（MBSラジオ、1986年4月 - 1988年1月）[1]
- サウジサウダージ（J-WAVE、1988年10月 - 1993年）

### テレビアニメ
- 『電光石火バットマン』（1990年、テレビ東京『アミューズシアター・バットマン』版） - バットガール 役

### CM
- クラリオン 「カラオケ宴華王 Superボイス」（1984年）
- 雪印乳業「バニラブルー」（1984年）
- ライオン「マリンフレッシュ」（1986年）
- エプソン「ワードバンクLXT」（1988年）
- 資生堂「フェアウィンドパクト」
- 資生堂（1989年夏）CG
- 日立オフィスプロセッサーHITAC L-700シリーズelles（1989年 - 1990年）
- 公共広告機構（現：ACジャパン）「宮崎ますみ、乳がんを語る」（2006年）
- 世田谷自然食品「乳酸菌が入った青汁」（2016年 - ）

## ディスコグラフィ

### シングル
| #                                   | 発売日                           | タイトル                         | B面                              | 規格                             | 規格品番                         |
| - EPIC・ソニー - 宮崎ますみ 名義    | - EPIC・ソニー - 宮崎ますみ 名義 | - EPIC・ソニー - 宮崎ますみ 名義 | - EPIC・ソニー - 宮崎ますみ 名義 | - EPIC・ソニー - 宮崎ますみ 名義 | - EPIC・ソニー - 宮崎ますみ 名義 |
| ----------------------------------- | -------------------------------- | -------------------------------- | -------------------------------- | -------------------------------- | -------------------------------- |
| 1st                                 | 1985年7月21日                    | 危ないよSister                   | もう一度Miss You                 | EP                               | 07・5H-255                       |
| - EPIC/SONY RECORDS - 宮崎萬純 名義 |                                  |                                  |                                  |                                  |                                  |
| 2nd                                 | 1988年9月1日                     | Cloudy Night                     | Blue Bird                        | 8cmCD                            | 10・8H-3049                      |

### アルバム

#### オリジナル・アルバム
| #                                   | 発売日                              | タイトル                            | 規格                                | 規格品番                            |
| - EPIC/SONY RECORDS - 宮崎萬純 名義 | - EPIC/SONY RECORDS - 宮崎萬純 名義 | - EPIC/SONY RECORDS - 宮崎萬純 名義 | - EPIC/SONY RECORDS - 宮崎萬純 名義 | - EPIC/SONY RECORDS - 宮崎萬純 名義 |
| ----------------------------------- | ----------------------------------- | ----------------------------------- | ----------------------------------- | ----------------------------------- |
| 1st                                 | 1988年9月1日                        | Cloudy Night                        | CD                                  | 32・8H-5048                         |
| 1st                                 | 1988年9月1日                        | Cloudy Night                        | CT                                  | 28・6H-5048                         |

## 著書
- 『至福へのとびら』飛鳥新社（2003年）ISBN 978-4870315808
- 『ピュア・バランス―“こころ”を100%“宇宙の愛”に空け渡したときに起こる人生の奇跡』ヒカルランド(2015年)ISBN 978-4864712842

## 出版物
- 『XX Holy Body』勁文社(1993年)
- 『月刊 宮崎ますみ』新潮社(2005年)